# Targo Versicherungen
Die Targo Versicherungen sind ein in Deutschland tätiger Versicherer mit Sitz in Hilden, bestehend aus den beiden Gesellschaften Targo Lebensversicherung AG und Targo Versicherung AG. Die Unternehmen sind Teil des Talanx-Konzerns zu dem neben diversen Versicherungsunternehmen auch der HDI, die Hannover Rück und der Vermögensverwalter Ampega gehören. Die Targobank ist seit Beginn der Kooperation der Exklusivpartner der Targo Versicherungen. Die Produkte der Versicherung werden primär über die Targobank vertrieben.

## Tätigkeit
Die Targo Versicherungen sind auf dem deutschen Versicherungsmarkt tätig und vertreiben Produkte aus dem Versicherungs- und Vorsorgebereich.

## Unternehmensstruktur
Alleiniger Anteilseigner der Targo Versicherungen ist die Talanx AG. Unter den Targo Versicherungen stehen die Targo Lebensversicherung und die Targo Versicherung.

## Geschichte
Die Targo Versicherungen wurden im Jahr 1985 als KKB Lebensversicherung unter der KKB Bank gegründet. Als die KKB Bank 1991 von der Citibank übernommen wurde, änderte sich der Name in Citi Lebensversicherung. Ein Jahr später wurde die Citi Versicherung für Produkte im Sachbereich gegründet. 1996 wechselten im Rahmen einer langfristigen Kooperation von Talanx und Citibank der Eigner und Name der damaligen Citi Versicherung zu CiV Versicherungen. 2008 wurde die Citibank von der damals in Deutschland weitgehend unbekannten französischen Bankengruppe Crédit Mutuel erworben. Zwei Jahre später wurden dann sowohl die Citibank als auch die CiV Versicherungen umbenannt. Sie heißen seit 2010 Targobank und Targo Versicherungen.

## Talanx-Konzern
Die Targo Versicherungen sind im Talanx-Konzern Teil des Geschäftsbereichs Privat- und Firmenversicherung Deutschland. Innerhalb des Geschäftsbereichs ist die Gesellschaft der Bancassurance, d. h. dem Vertrieb von Versicherungsprodukten über den Bankschalter zuzuordnen. Dort werden die inländischen Bankkooperationen des Talanx-Konzerns gebündelt.

## Ratings und Bewertungen
- S&P Rating A+: Standard & Poor’s[6]
- TÜV Siegel DIN ISO 9001: TÜV[7]